# 乾衣機

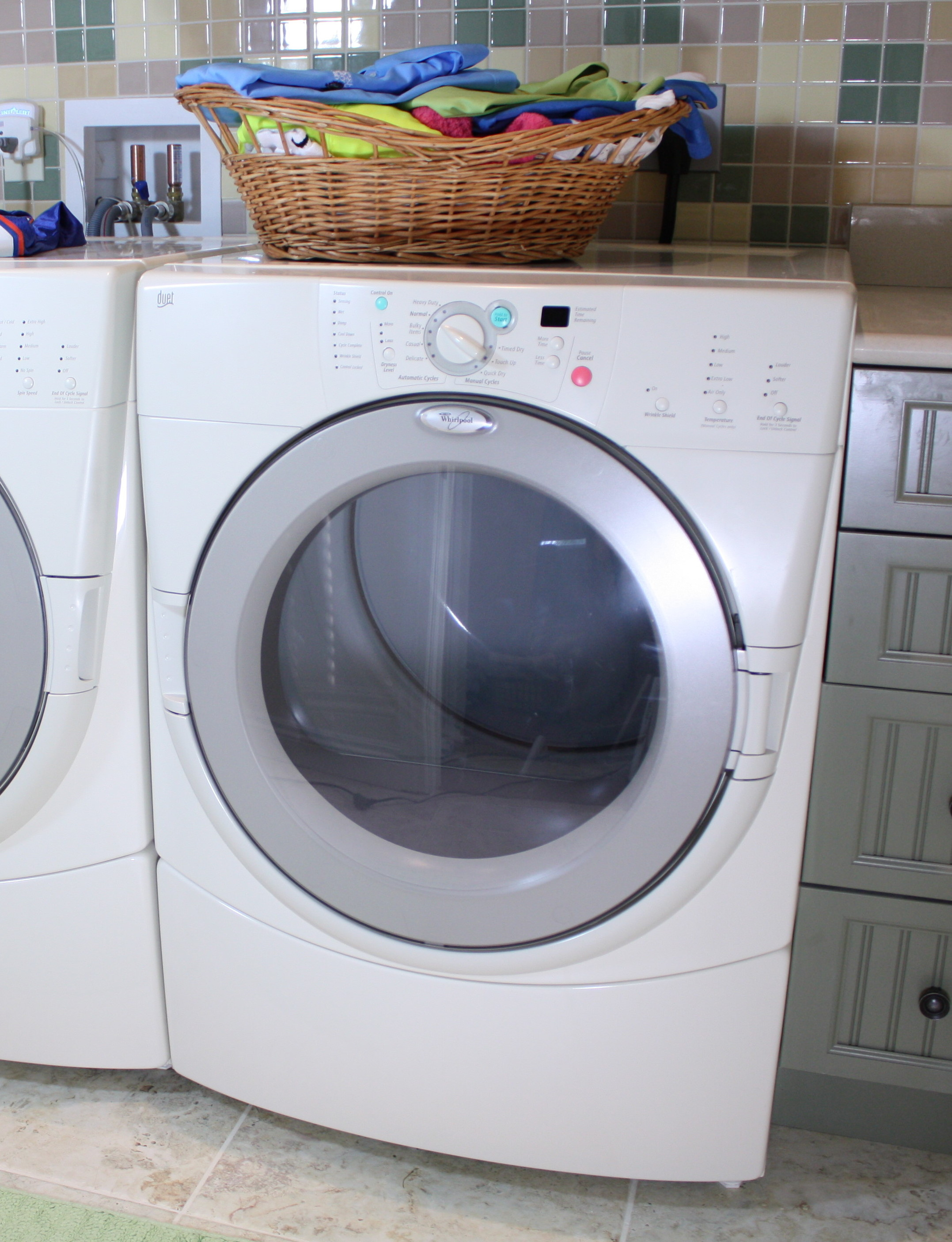
前面置入的現代化滾筒烘乾機，常為家庭使用

乾衣機，又稱衣物烘干机、烘衣機，通称烘乾機，是洗滌機械中的一種，一般在水洗之后，用来除去服装和其他紡織品中的水分。大多数的乾衣機包括一個旋轉的滚筒，内筒通過皮带驅動，在滚筒的周圍有熱空氣用來蒸發水分。

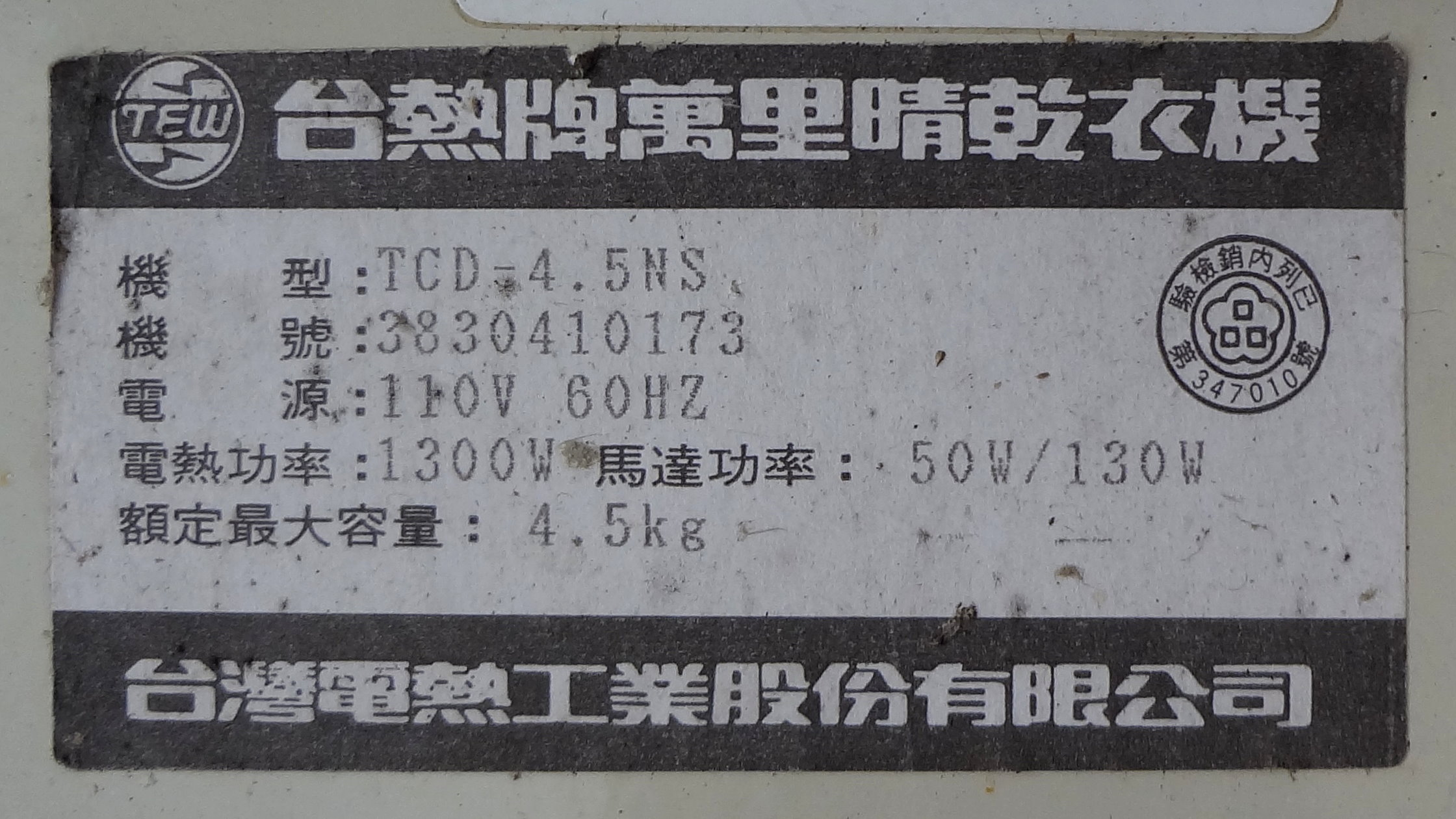
一架台熱牌乾衣機的電力資訊

## 傳統乾衣機

### 工作原理
傳統乾衣機將周圍環境空氣加熱，輸送到滚筒周圍。由此產生的濕熱空氣被排除放出去，留下乾燥的空氣繼續乾燥的過程。傳統的設計没有回收熱量，因此是非常低效的。然而，基本的設計簡單，可靠，價格低廉。而大部份家用的洗衣乾衣機皆使用此工作原理，采用电脑自动控制，可根据烘干要求，配置不同的烘干温度和烘干时间。

## 蒸汽压缩乾衣機

### 工作原理
这是一种新开发的烘干机，比传统的烘干机更为先进。其工作原理也是通过热空气来干燥衣物，但并不仅止于此。首先，热风经过滚筒中的衣物后产生湿热的水汽，水汽逸出滚筒后，被收集并压缩。在压力的作用下，水蒸气液化并放出热量，再将产生的热量送回到滚筒中，这样就可以实现热量的循环利用。利用这种技术的烘干机，其效率可以达到传统烘干机的两倍，烘干时间也可以缩短到传统烘干机的一半。

采用电脑自动控制，可根据烘干要求，配置不同的烘干温度和烘干时间。滚筒采用耐热性优良的不锈钢光亮板制作而成，内壁光滑，可以减少衣物的磨损。高效散热器，并配以合理的引风道，使热风直接和衣物接触，大大提高了干衣效率，同时节省了能源。大直径入料口，方便了进、出衣物。大面积的毛绒收集网，不容易造成毛绒堵塞，保护了风道的畅通，从而极大的提高了烘干效率。此機種有以液化石油氣和電力推動版本。